# 1900 (film)
1900 (în italiană Novecento , "900") este un film epic italian din 1976, regizat de Bernardo Bertolucci, din a cărui distribuție fac parte Robert De Niro, Gérard Depardieu, Dominique Sanda, Donald Sutherland, Alida Valli și Burt Lancaster. Filmul a fost prezentat la ediția din 1976 a Festivalului de la Cannes, dar nu a intrat în competiția principală.
Filmul este o parabolă plecând de la destinele a doi copii care se nasc în 1900 într-un sat din Italia. Unul din ei, Olmo Dalco, vine dintr-o familie de arendași, iar celălalt, Alfredo Berlinghieri, este fiul proprietarului.
A fost inclus în lista celor 100 de filme italiene de salvat (100 film italiani da salvare).

## Distribuție
- Robert De Niro: Alfredo Berlinghieri
- Gérard Depardieu: Olmo Dalcò
- Dominique Sanda: Ada Fiastri Paulhan
- Francesca Bertini: Sora Desolata
- Laura Betti: Regina
- Werner Bruhns: Ottavio Berlinghieri
- Stefania Casini: Neve
- Sterling Hayden: Leo Dalcò
- Anna Henkel: Anita
- Ellen Schwiers: Amelia
- Alida Valli: Signora Pioppi
- Romolo Valli: Giovanni
- Giacomo Rizzo: Rigoletto
- Pippo Campanini: Don Tarcisio
- Burt Lancaster: Bunicul lui Alfredo